# بالگردگاه بیمارستان ماونتن ویو
بالگردگاه بیمارستان ماونتن ویو (به انگلیسی: Mountain View Hospital Heliport) یک فرودگاه خصوصی است. این فرودگاه در شهر مدرس، اورگن کشور ایالات متحده آمریکا قرار دارد و در ارتفاع ۷۰۰ متری از سطح دریا واقع شده‌است.